# Trikomonaskolpit
Trikomonaskolpit (trik) är en könssjukdom som orsakas av den encelliga flagellaten Trichomonas vaginalis. Sjukdomen som endast ger symptom hos kvinnor räknas som en sexuellt överförbar infektion (STI). 
Infektionen kan överföras i cykler från kvinna till man och tillbaka till samma eller till en annan kvinna. Män, som ofta är asymptomatiska då de är infekterade, har ofta en nyckelroll i smittspridningen. Mikroorganismen som lever i vaginala flytningar kan leva upp till 30 minuter på till exempel en toalettsits eller på en handduk, vilket gör riskan att smittas något högre. Detta överföringssätt är dock ej väl underbyggt.

## Morfologi
Alfred Donné upptäckte Trichomonas vaginalis och publicerade sina fynd offentligt år 1845.
Trichomonas vaginalis är en rörlig, päronformad, protozoisk parasitisk mikroorganism med fyra flageller och ett böljande membran som kan visa en vågrörelse. Den existerar endast i trofozoit form, ingen cystform av Trichomonas vaginalis har påträffats.
Trichomonas vaginalis lever extracellulärt och har en metabolism som är anpassad till den anaeroba miljö som finns i underlivet. Parasiten är aerotolerant och tar upp syre som inte verkar vara delaktigt i energiproduktion men i avgiftning av potentiellt toxiska ämnen i dess omgivning. 
Trichomonas vaginalis har elektrontransportproteiner i form av pyruvat; ferredoxin redoxreaktion. Den har väteorganeller, som tar hand om energimetabolismen.
Trichomonas vaginalis har många enzym som står för näringsupptag genom cellmembran och fagocytos.
Evolutionärt verkar Trichomonas vaginalis ha uppkommit i en tid då livsformer främst var anaeroba och amitokondriska. Dessa eukaryoter kan ha separerat tidigt från den eukaryotiska huvudstammens evolution på grund av anaeroba, amitokondriska och vissa metaboliska olikheter.

## Symptom
Trichomonas vaginalis orsakas av en parasit som ger symtom hos ungefär hälften av kvinnorna. Symtomen kan vara vaginal inflammation, klåda och rikligt med flytningar som kan vara vita, gula eller gröna och även illaluktande. I de vaginala flytningarna kan bubblor ofta vara synliga.
Inflammation i livmoderhalsen kan även förekomma som ger fläckvisa blödningar.
Hos män är sjukdomen oftast asymptomatisk men prostatit, epididymit och uretrit kan förekomma.

## Diagnostik
För att fastställa diagnos tas ett prov på den vaginala flytningen som prepareras med en salthaltig lösning och sedan undersöks mikroskopiskt. Det går även att göra en topsning av livmoderhalsen, odling av den vaginala flytningen eller genom användning av specifika monoklonala antikroppar. Hos män kan det vara svårt att få ett bra provmaterial.

## Behandling
Behandlingen vid Trichomonas vaginalis är antibiotika i form av Metronidazol i engångsdos. Trots att det är svårt att påvisa Trikomonas vaginalis hos mannen rekommenderas alltid behandling till sexualpartnern. Detta för att förhindra recidiv.

## Komplikationer
Vid infektion av Trichomonas vaginalis ökar risken för överföring av HIV-virus.  
Hos kvinnor med Trichomonas vaginalis har man upptäckt en större risk att drabbas av HPV, som orsakar livmoderhalscancer. 
Gravida kvinnor kan överföra infektionen till barnet vid förlossningen.